# Các nhà thờ Moldavia
Các nhà thờ Moldavia là một nhóm gồm 8 Nhà thờ Chính thống Rumani của Moldavia nằm ở hạt Suceava, phía bắc Moldavia, România. Các nhà thờ này được xây khoảng giữa năm 1487 và 1532. Từ năm 1993 UNESCO đã công nhận các nhà thờ này là Di sản thế giới. Nhà thờ Phục sinh trong tu viện Sucevița đã được thêm vào danh sách vào năm 2010.

## Danh sách
| Image | Name                                   | Location             | Built | Founder         |
| ----- | -------------------------------------- | -------------------- | ----- | --------------- |
|       | Nhà thờ Chém đầu thánh Gioan Baotixita | Arbore               | 1502  | Luca Arbore     |
|       | Nhà thờ Cái chết của Đức Mẹ đồng trinh | Mănăstirea Humorului | 1530  | Toader Bubuiog  |
|       | Nhà thờ Truyền tin                     | Vatra Moldoviței     | 1532  | Petru Rareș     |
|       | Nhà thờ Tôn vinh Thánh Giá             | Pătrăuți             | 1487  | Ștefan cel Mare |
|       | Nhà thờ Thánh Nicholas                 | Probota              | 1530  | Petru Rareș     |
|       | Nhà thờ Thánh George                   | Suceava              | 1522  | Bogdan III      |
|       | Nhà thờ Thánh George                   | Voroneț              | 1488  | Ștefan cel Mare |
|       | Nhà thờ Phục Sinh                      | Sucevița             | 1581  | Gheorghe Movilă |

## Các nhà thờ đáng chú ý khác
| Tên                  | Vị trí                      | Xây dựng | Thành lập        |
| -------------------- | --------------------------- | -------- | ---------------- |
| Tu viện Agapia       | Agapia, Neamț               | 1643     | Gavriil Coci     |
| Tu viện Bogdana      | Rădăuți, Suceava            | 1360     | Bogdan I         |
| Tu viện Cetățuia     | Iași, Iași                  | 1672     | Gheorghe Duca    |
| Tu viện Dragomirna   | Mitocu Dragomirnei, Suceava | 1609     | Anastasie Crimca |
| Tu viện Galata       | Iași, Iași                  | 1584     | Petru Șchiopul   |
| Tu viện Golia        | Iași, Iași                  | 1660     | Ioan Golia       |
| Tu viện Neamț        | Vânători-Neamț, Neamț       | 1497     | Ștefan cel Mare  |
| Tu viện Putna        | Putna, Suceava              | 1466     | Ștefan cel Mare  |
| Tu viện Trei Ierarhi | Iași, Iași                  | 1639     | Vasile Lupu      |
| Tu viện Văratec      | Văratec, Neamț              | 1785     | Olimpiada        |

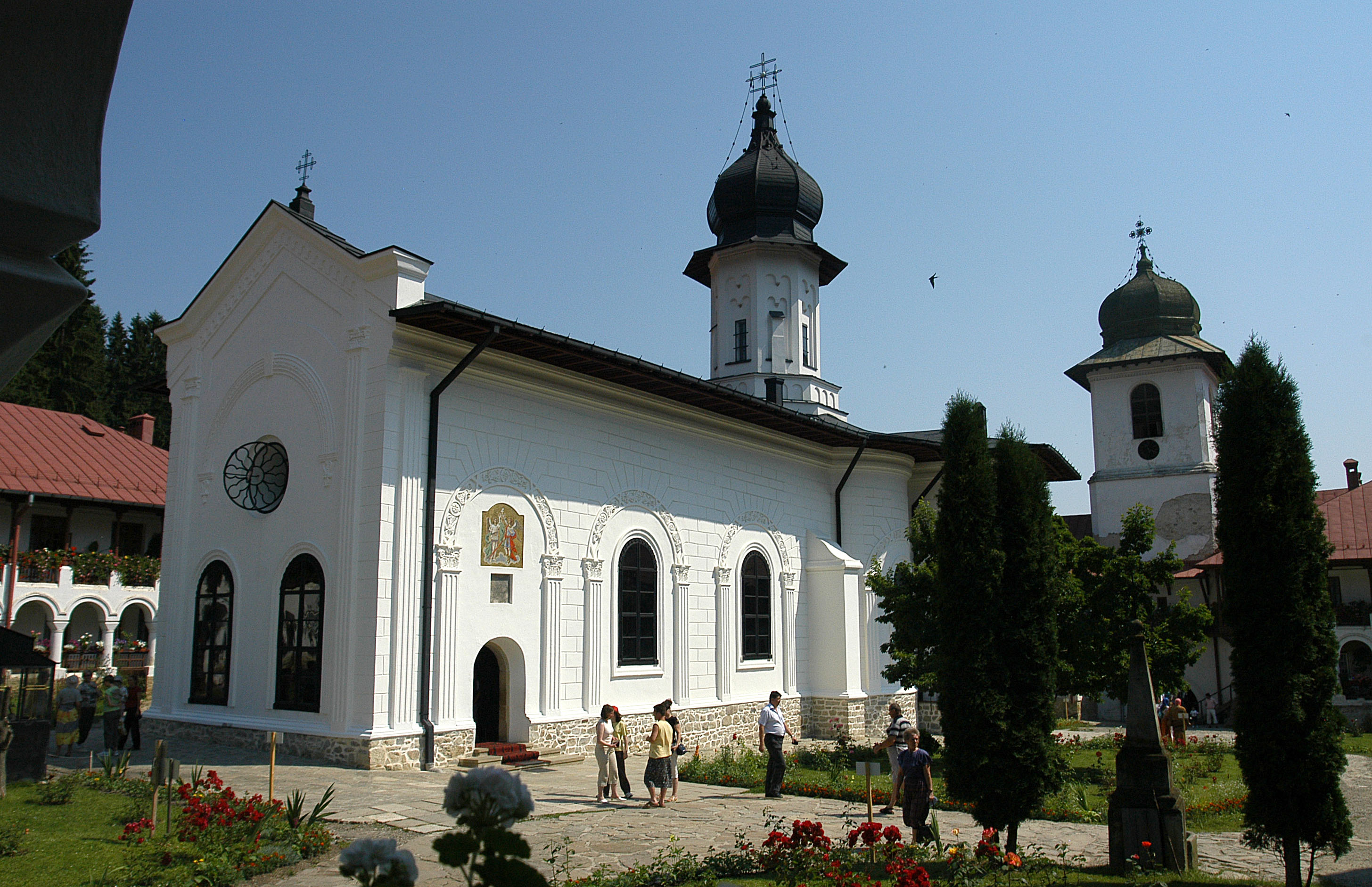
Tu viện Agapia
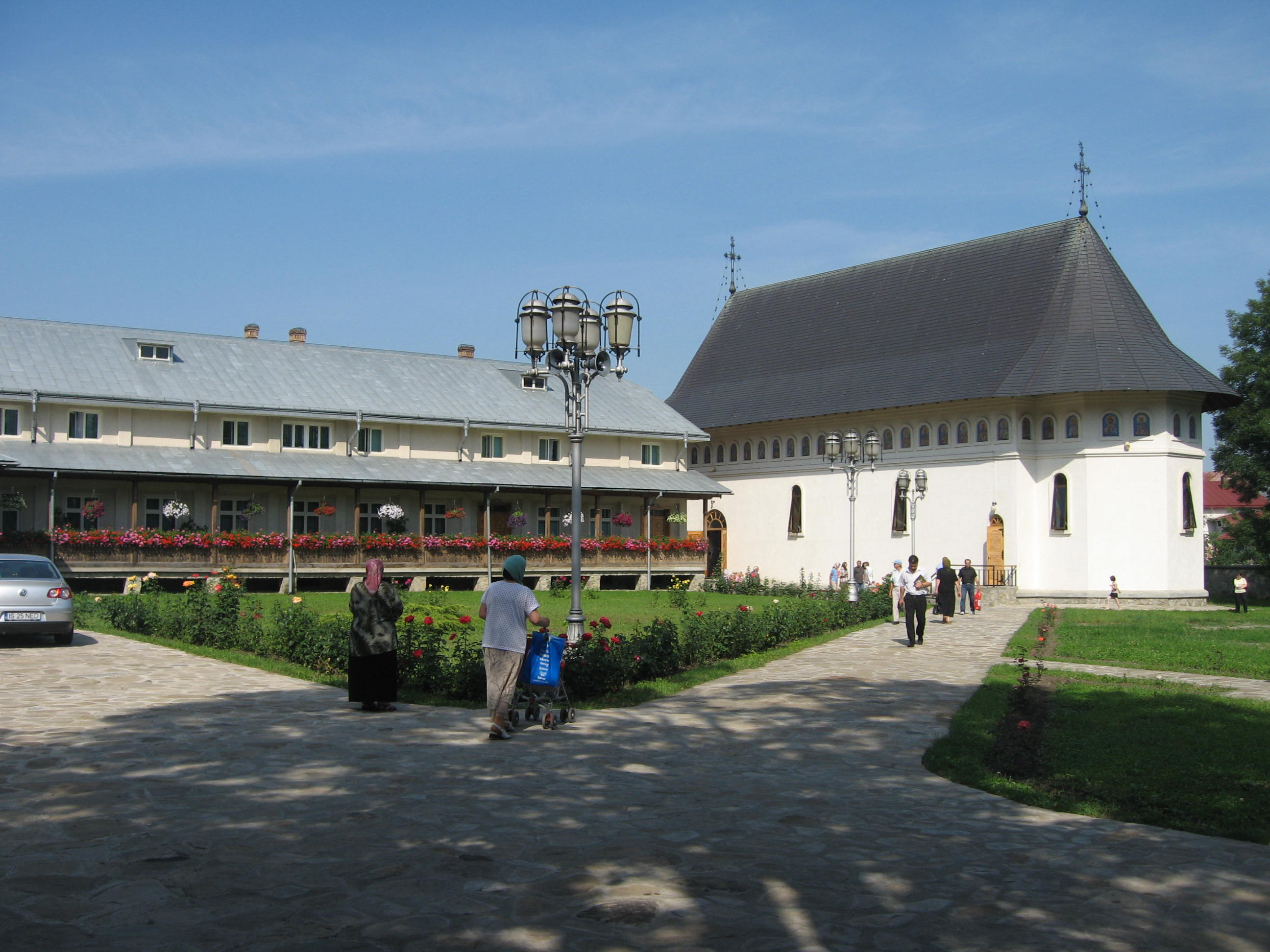
Tu viện Bogdana
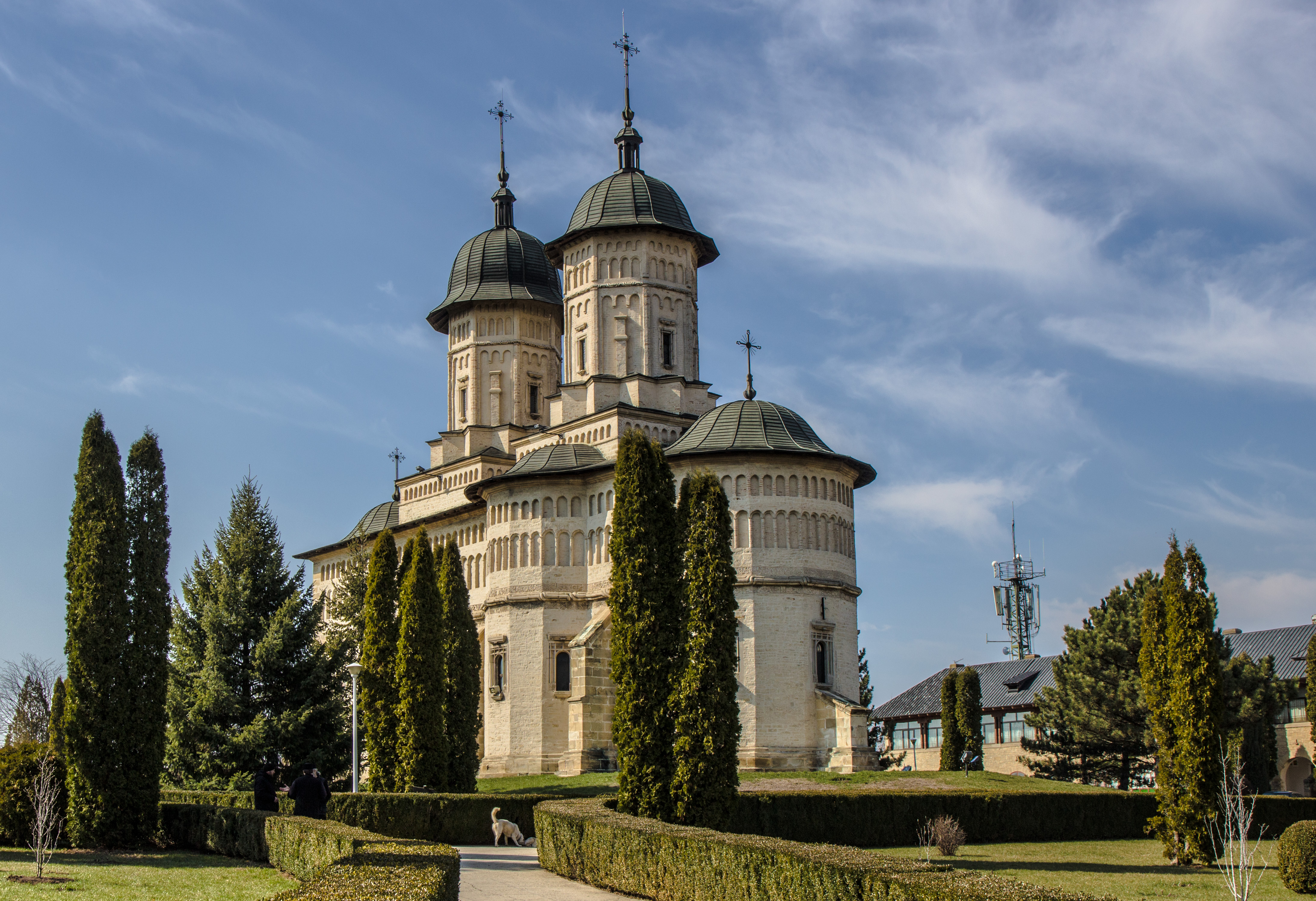
Tu viện Cetățuia
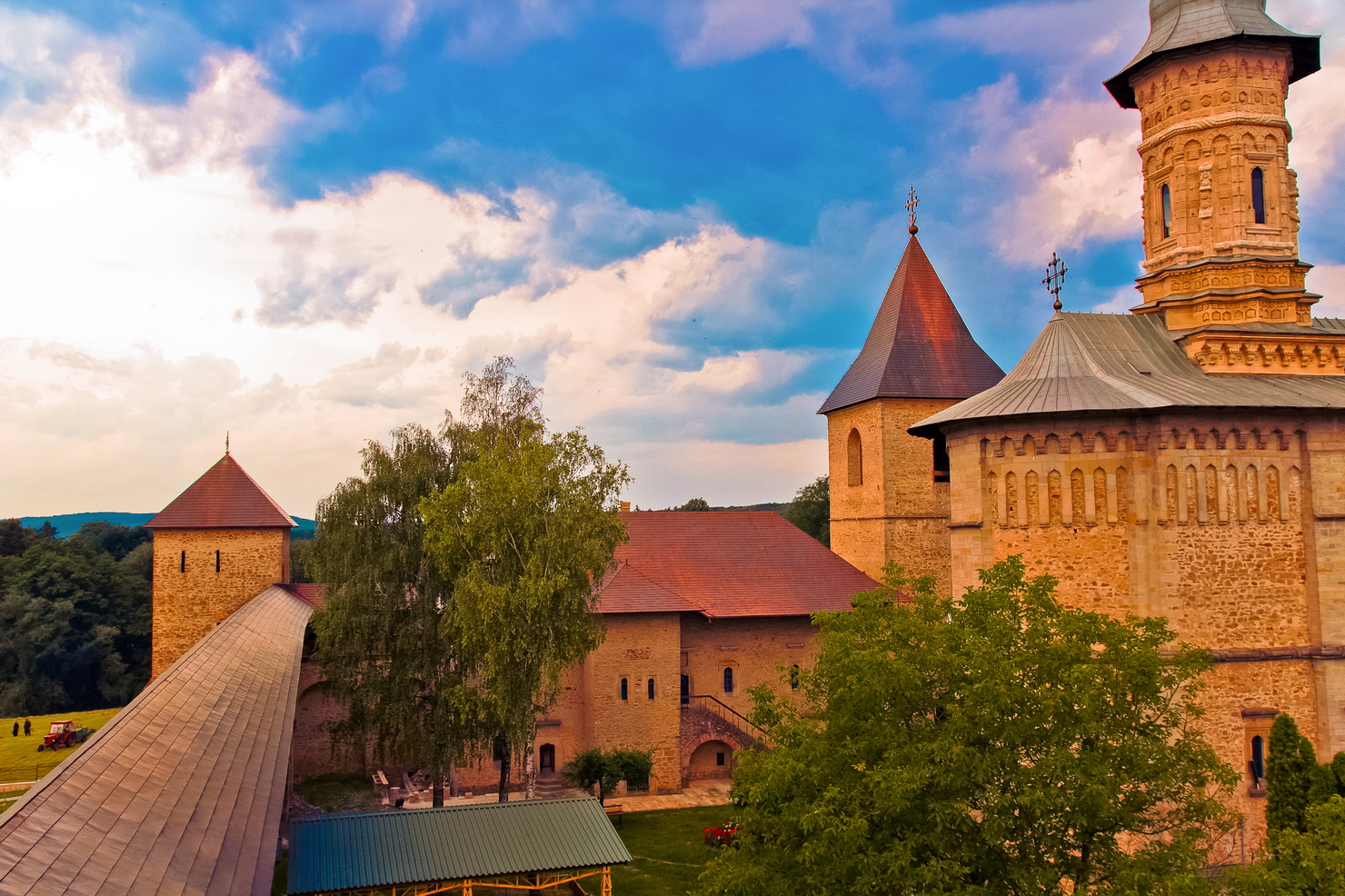
Tu viện Dragomirna
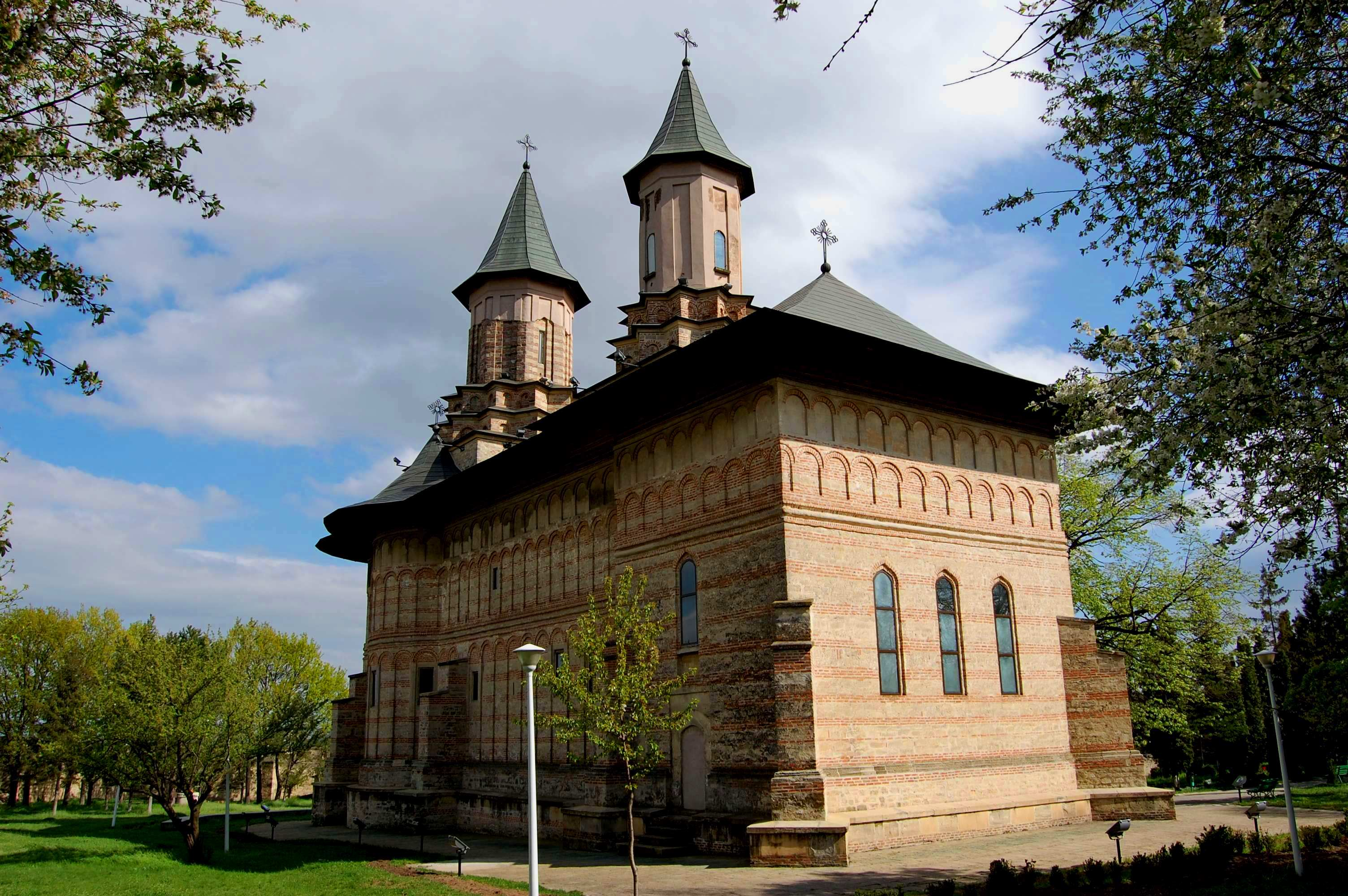
Tu viện Galata
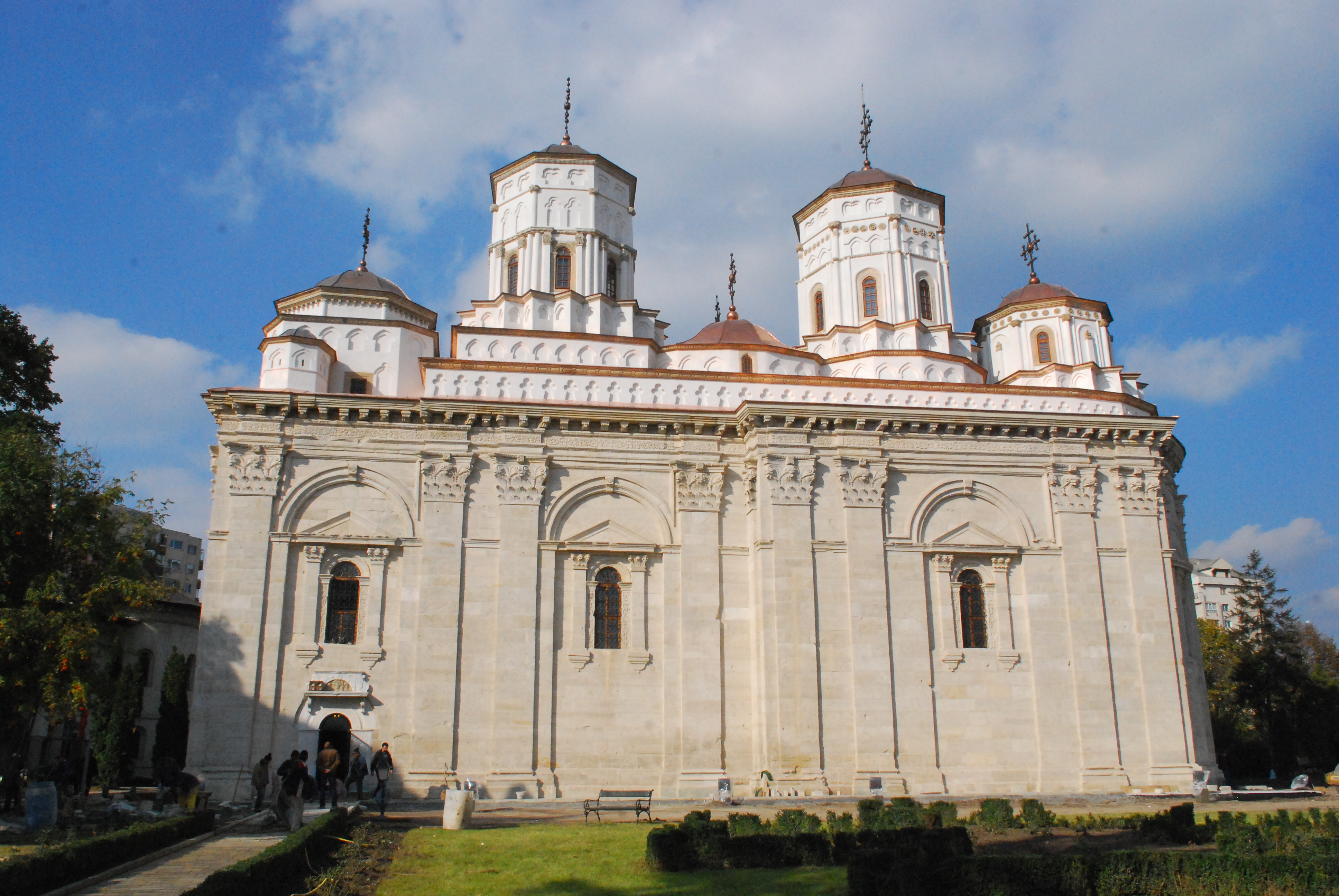
Tu viện Golia
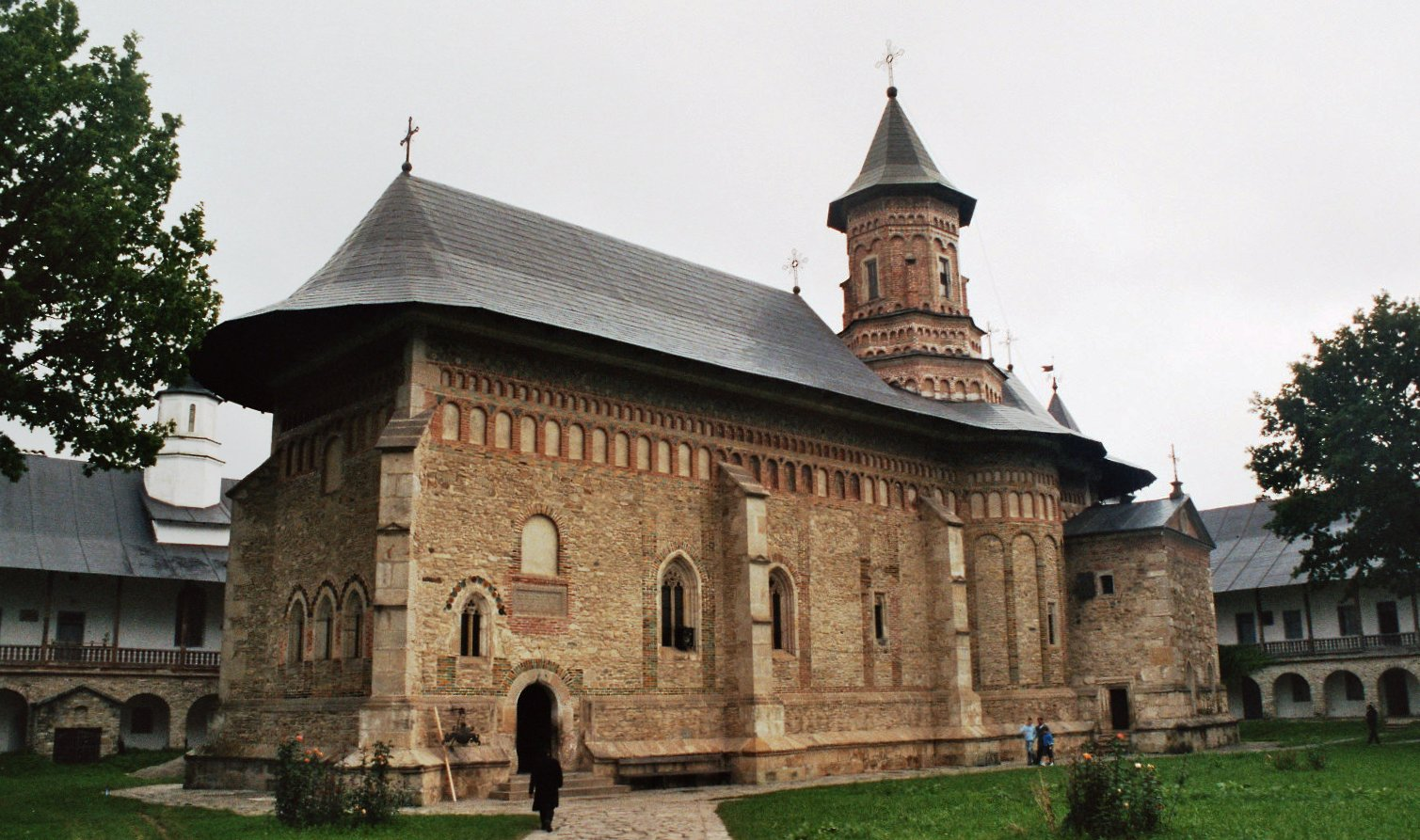
Tu viện Neamț
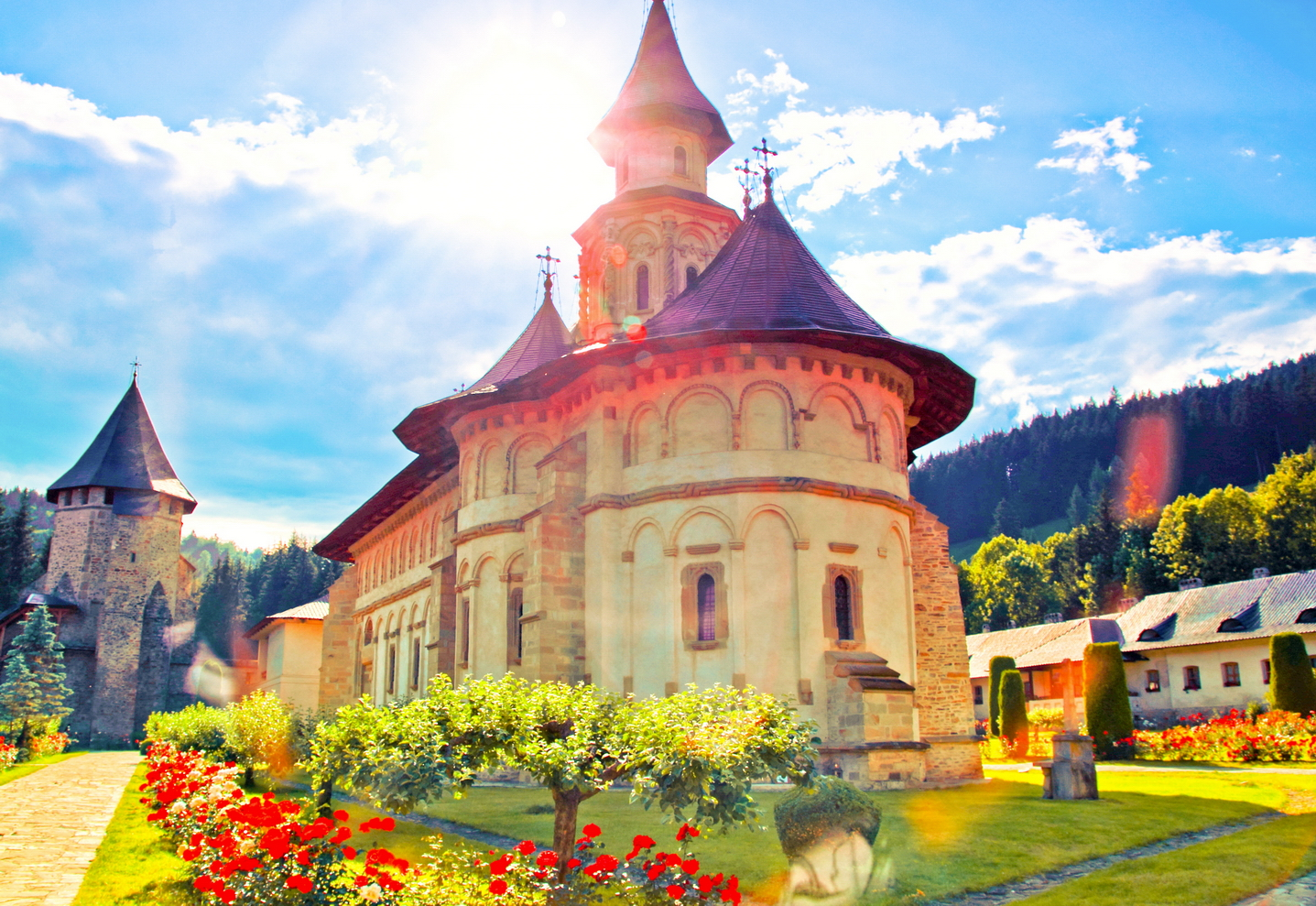
Tu viện Putna
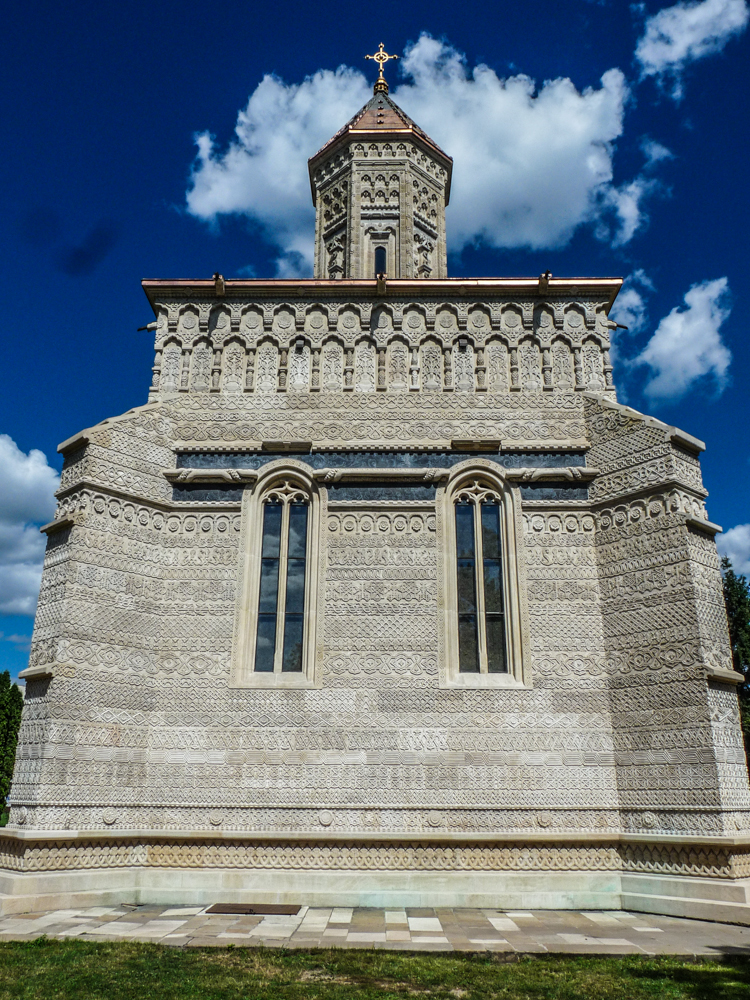
Tu viện Trei Ierarhi
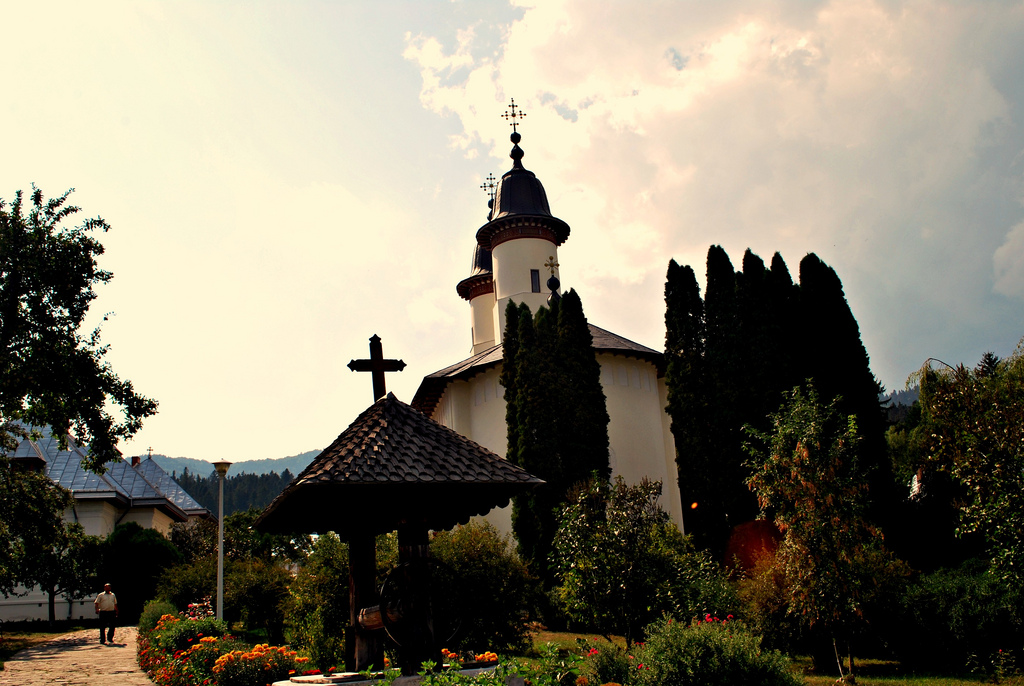
Tu viện Văratec